# Rogeria

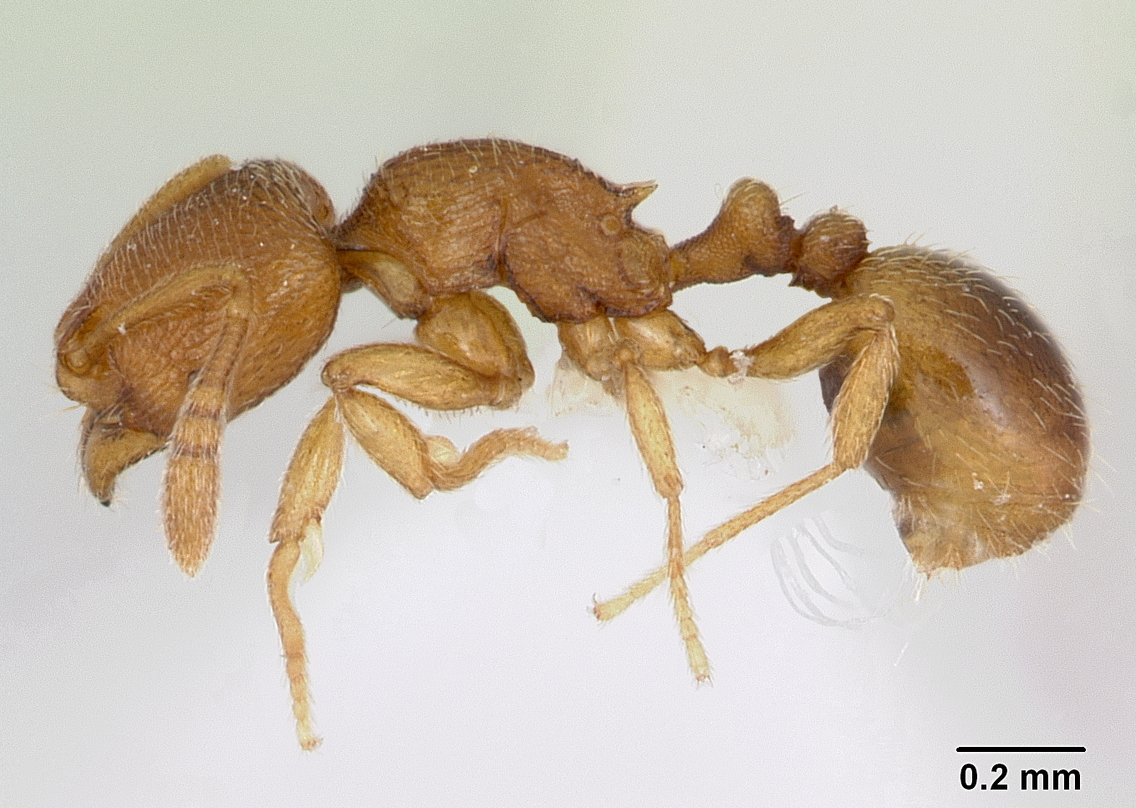
Муравей Rogeria curvipubens

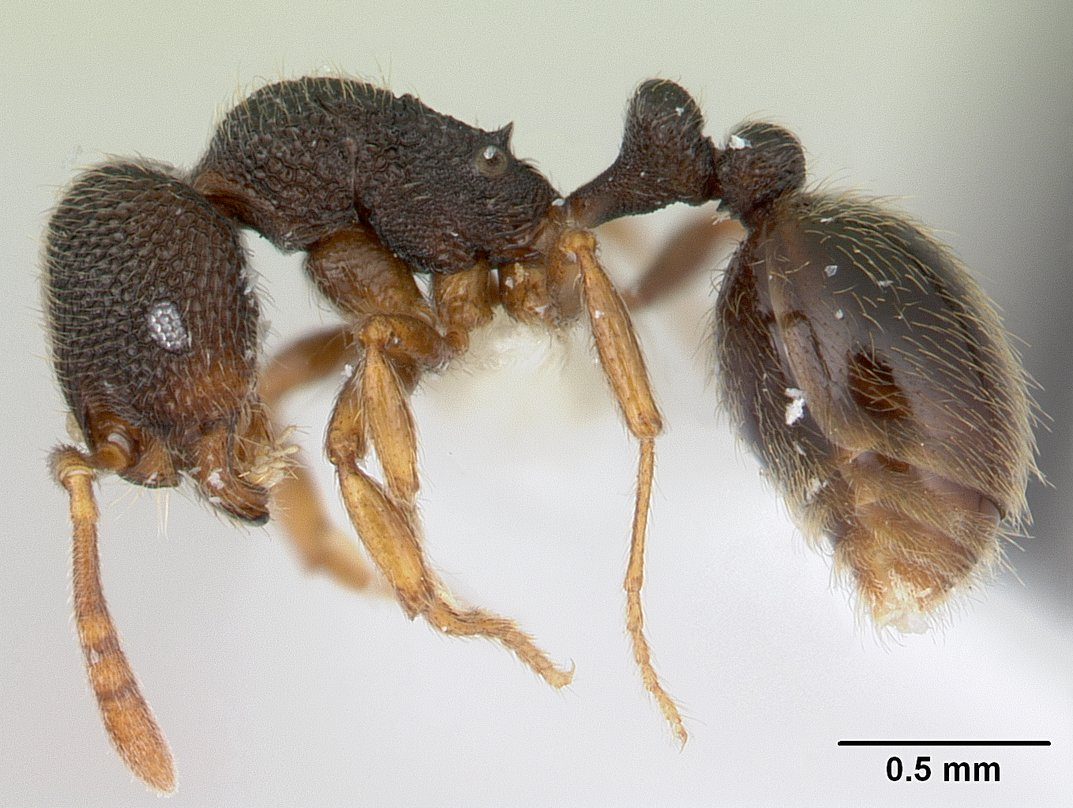
Муравей Rogeria stigmatica

Rogeria (лат.) — род муравьёв из подсемейства мирмицины (Myrmicinae, Solenopsidini). Около 40 видов. Редкие и скрытные насекомые, встречающиеся в тропических биотопах Северной и Южной Америки, а также в Океании от равнинных влажных лесов до горных пастбищ. Родовое название дано в честь немецкого поэта и энтомолога Юлиуса Рогера.

## Описание
Мелкие земляные муравьи желтовато-коричневого цвета (самцы и рабочие у части видов буровато-чёрные). Длина тела рабочих и самцов около 3 мм, самки до 5 мм. Рабочие мономорфные. Заднегрудка с острыми проподеальными шипиками. Усики длинные, у самок и рабочих 12-члениковые, булава 3-члениковая (апикальный членик длинный, равен по длине двум предшествующим сегментам булавы). Усики самцов состоят из 13 сегментов (без булавы). Жвалы рабочих с 4—9 зубцами. Нижнечелюстные щупики 3-члениковые (или 2), нижнегубные щупики состоят из 3 сегментов (или 2, или 1). Усиковые бороздки отсутствуют. Клипеус двукилевидный. Глаза мелкие, в них от 1 до 100 фасеток (как правило, менее 50), расположены в переднебоковой части головы. Голова шире в задней части; затылочные края округлые. Грудь сверху ровная, без швов. Антеровентральные края пронотума угловатые или с зубчиками. Метанотальная бороздка отсутствует. Голени средних и задних ног без апикальных шпор. Стебелёк между грудкой и брюшком состоит из двух сегментов (петиоль + постпетиоль). Петиоль с развитым стебельком и узелком. Куколки голые (без кокона). Жало развито.

## Биология
Биология этих редких и скрытных муравьёв остаётся малоисследованной, имеются лишь отрывочные сведение об экологических особенностях мест обитания. Коллекционные записи обычно фиксируют находки муравьёв от уровня моря до 1000 м, но пять видов продвигаются ещё выше. Исключение представляют только два вида (Rogeria unguispina и R. merenbergiana), которые можно найти на высоте 2000 м (соответственно, первого в горах Венесуэлы, а второго в горах Колумбии и Эквадора). Виды Rogeria обычно обитают во влажных тропических и экваториальных лесах (первичные или вторичные леса, плантации кофе или какао). Но на более высоких точках обнаружения они встречаются и в открытых биотопах, например, на пастбищах (R. leptonana, R. merenbergiana). Несколько видов (R. creightoni, R. cuneola, R. foreli) имеют широкие экологические преференции и были обнаружены как во влажном, так и в сухом климате. R. foreli является самым необычным представителем своего рода, а отдельные находками на высотах около 1800 м в горах южной Аризоны в США.
Большинство видов Rogeria были собраны только в качестве случайных находок фуражирующих рабочих муравьёв или путём взятия образцов с помощью различных ловушек (ловушки Берлезе или Винклера), обычно в опавших листьях и гнилой древесине, но иногда среди эпифитов и мхов (Rogeria belti, R. creightoni, R. exsulans). Гнёзда нескольких видов (R. belti, R. blanda, R. merenbergiana) были обнаружены под рыхлой корой гнилых брёвен. Муравейники Rogeria blanda и R. были обнаружены в стволах деревьев какао. Гнездо R. leptonana было найдено на высоте в 1750 м под камнем на пастбище.
Поскольку гнёзда встречаются очень редко, самцы известны только для четырёх видов (R. belti, R. blanda, R. leptonana и R. stigmatica), а самки найдены через гнездовые серии только для девяти видов.

## Распространение
Большинство видов встречаются в Новом Свете, в Северной, Центральной и Южной Америке, и только несколько видов (R. exsulans, R. megastigmatica, R. stigmatica) обитают на островах Океании. На север ареал рода простирается до США (там обнаружены R. foreli и R. creightoni). Наибольшая эндемичная фауна найдена в Южной Америке (19 видов).

## Классификация и этимология
Около 40 видов. Род был впервые выделен в 1894 году итальянским мирмекологом Карло Эмери на основании типового вида Rogeria curvipubens Emery, 1894.
Род был назван в честь немецкого поэта и энтомолога Юлиуса Рогера (Julius Roger), известного своими работами по муравьям. Систематическое положение Rogeria среди других мирмицин дискутировалось и неоднократно менялось. В разные годы отдельные авторы включали род в различные трибы: Myrmicini, Leptothoracini, Pheidolini или Stenammini. С 2015 года их включают в состав трибы Solenopsidini, где сближают с родами Dolopomyrmex и Bariamyrma.
- Rogeria alzatei Kugler, 1994
- Rogeria belti Mann, 1922
- Rogeria besucheti Kugler, 1994
- Rogeria blanda (Smith, 1858)
- Rogeria bruchi Santschi, 1922
- Rogeria brunnea Santschi, 1930 
  - =Rogeria caraiba Santschi, 1936 
  - =Rogeria cubensis Santschi, 1936 
  - =Rogeria scabra  Weber, 1934
- Rogeria carinata Kugler, 1994
- Rogeria ciliosa Kugler, 1994
- Rogeria cornuta Kugler, 1994
- Rogeria creightoni Snelling, 1973
- Rogeria cuneola Kugler, 1994
- Rogeria curvipubens Emery, 1894
- Rogeria exsulans  Wilson & Taylor, 1967
- Rogeria foreli  Emery, 1894 
  - =Rogeria huachucana  Snelling, 1973
- Rogeria germaini  Emery, 1894
- Rogeria gibba Kugler, 1994
- Rogeria inermis  Mann, 1922
- Rogeria innotabilis Kugler, 1994
- Rogeria lacertosa  Kempf, 1963
- Rogeria leptonana Kugler, 1994
- Rogeria lirata Kugler, 1994
- Rogeria megastigmatica Kugler, 1994
- Rogeria merenbergiana Kugler, 1994
- Rogeria micromma  Kempf, 1961
- ?Rogeria minensis  Santschi, 1923
- Rogeria minima  Kusnezov, 1958
- Rogeria neilyensis Kugler, 1994
- Rogeria nevadensis Kugler, 1994
- Rogeria pellecta  Kempf, 1963
- Rogeria procera  Emery, 1896
- Rogeria prominula Kugler, 1994
- Rogeria scandens  (Mann, 1922)
- Rogeria scobinata Kugler, 1994
- Rogeria sicaria  Kempf, 1962
- Rogeria stigmatica  Emery, 1897 
  - =Rogeria manni  Santschi, 1922 
  - =Rogeria sublevinodis  Emery, 1914
- Rogeria subarmata  (Kempf, 1961)
- Rogeria terescandens Kugler, 1994
- Rogeria tonduzi  Forel, 1899
- Rogeria tribrocca Kugler, 1994
- Rogeria tsumani LaPolla & Sosa-Calvo, 2006
- Rogeria unguispina Kugler, 1994

## Сравнение каст
Сравнение трёх каст на примере неотропического вида Rogeria innotabilis (вид сбоку и голова спереди).

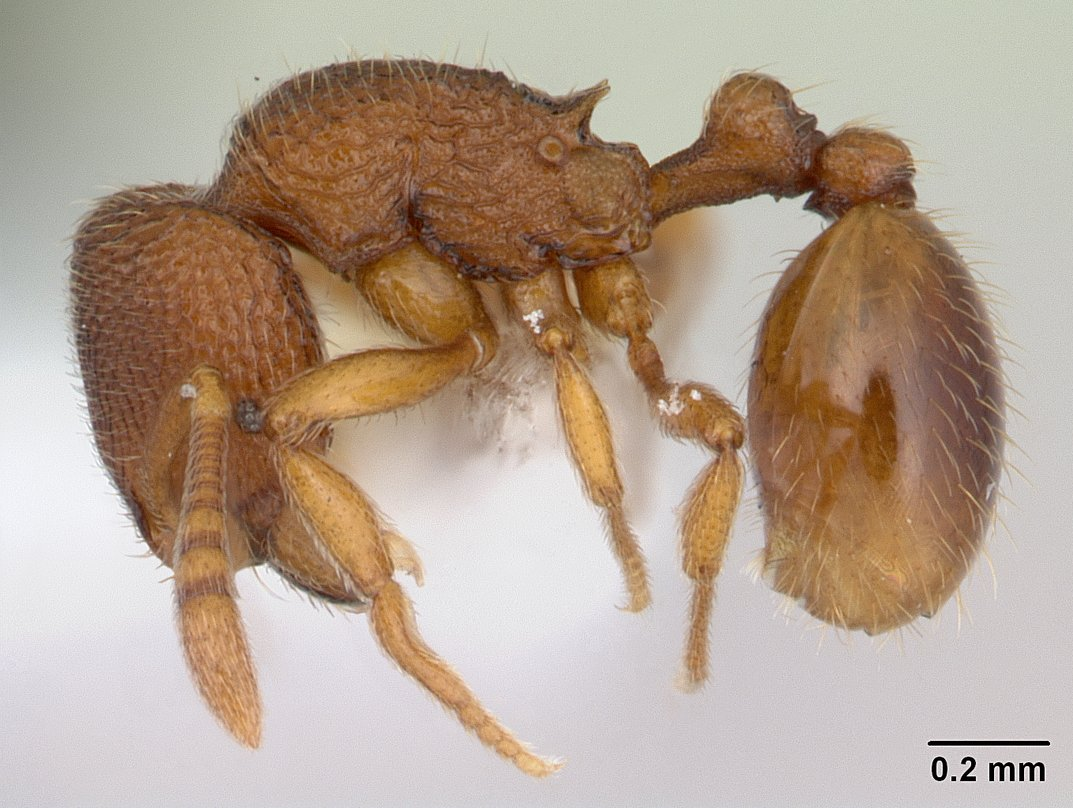
Рабочий
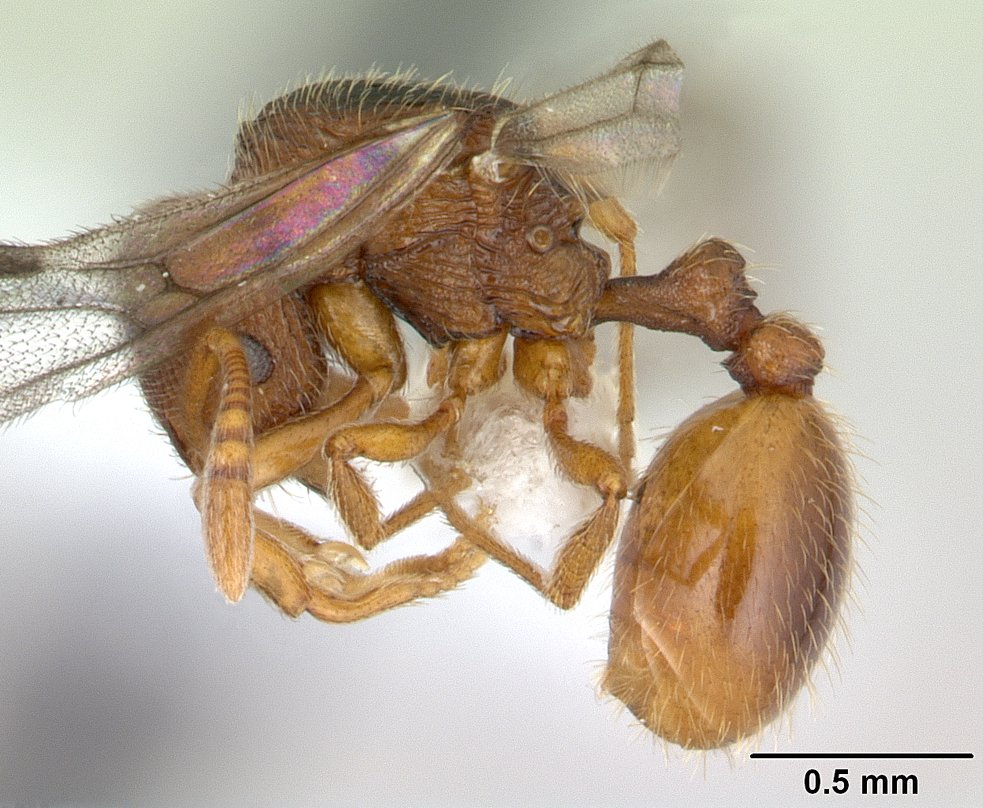
Самка
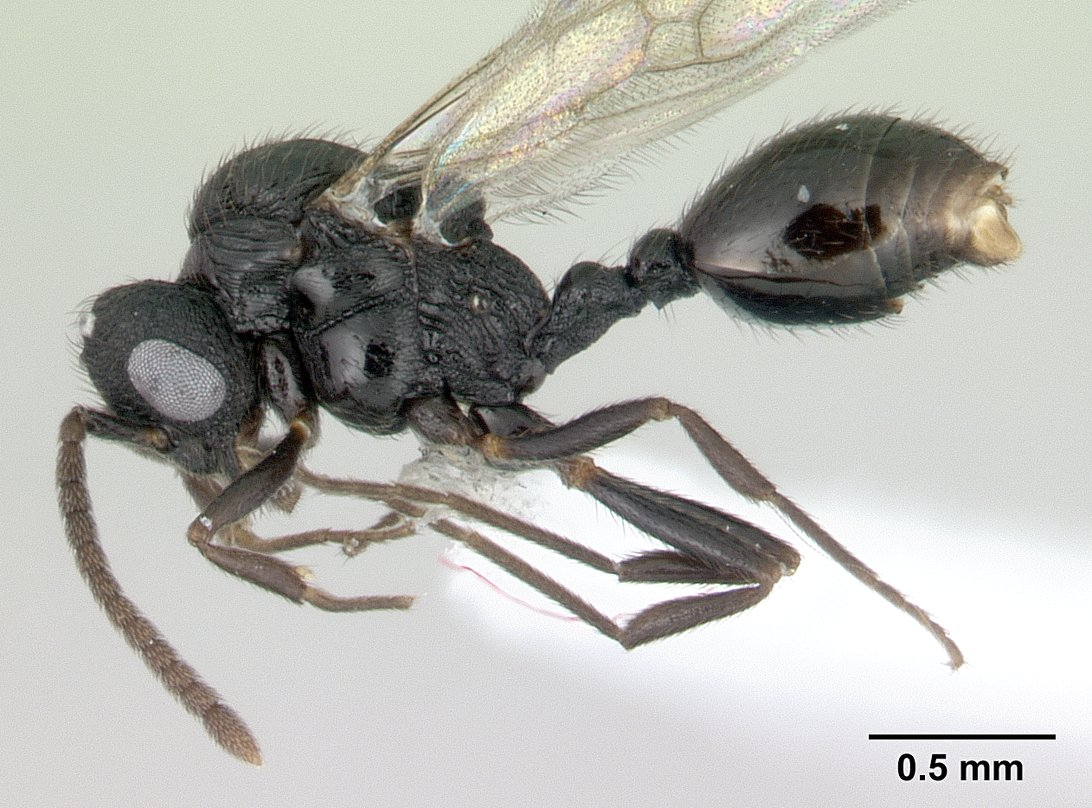
Самец

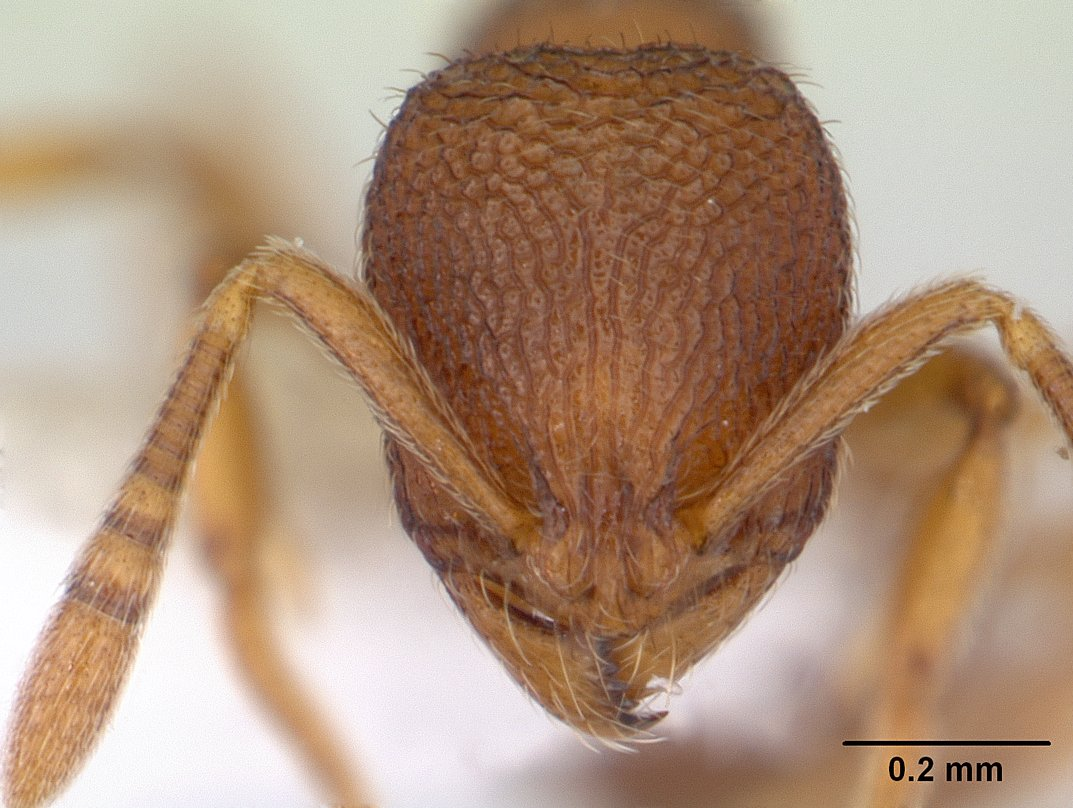
Рабочий
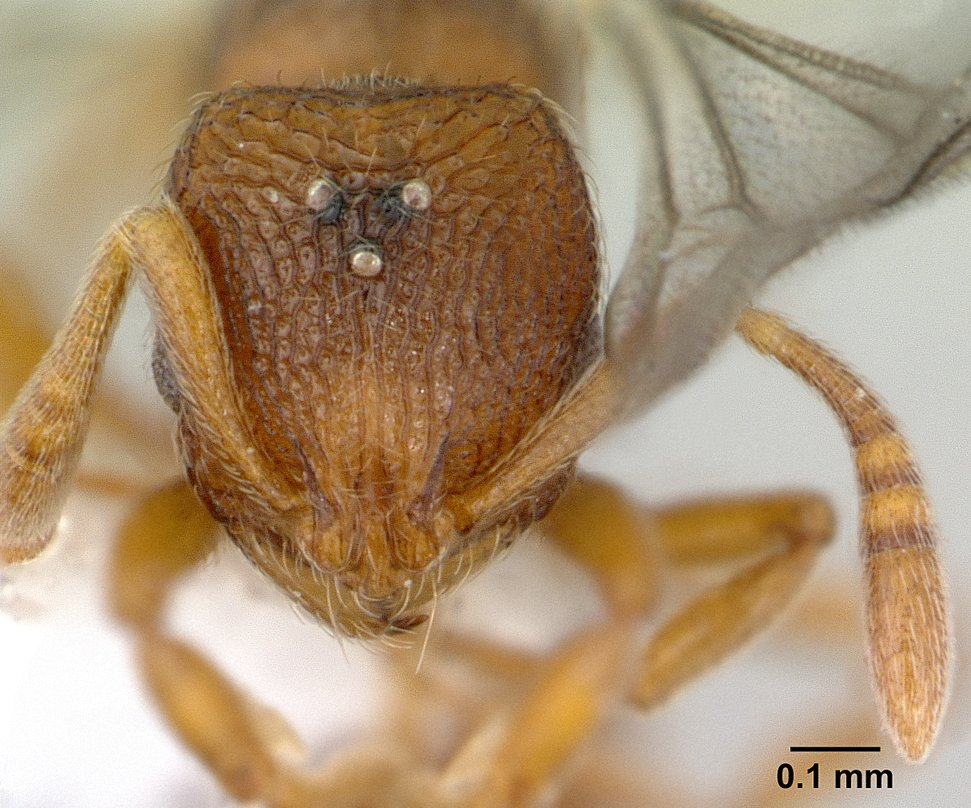
Самка
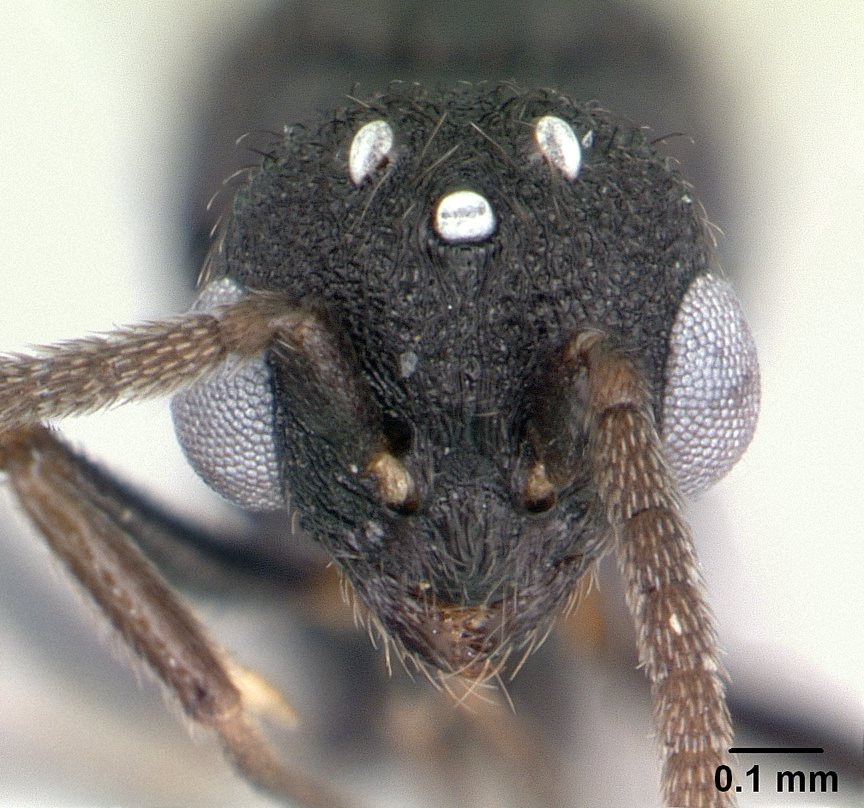
Самец